# مرسيدس مكامبريدج
كارلوتا مرسيدس أغنيس مكامبريدج (16 مارس 1916-2 مارس 2004) ممثلة أمريكية في الراديو والمسرح والسينما والتلفزيون. أطلق عليها أورسون ويلز لقب «أعظم ممثلة إذاعية في العالم». فازت بجائزة الأوسكار لأفضل ممثلة مساعدة لكل رجال الملك (1949) وتم ترشيحها في نفس الفئة عن فيلم ضخم (1956). كما قدمت صوت الشيطان Pazuzu في طارد الأرواح الشريرة (1973).